# M3 Stuart
Lahki tank M3 Stuart je bil ameriški tank druge svetovne vojne. Tank je dobil ime po poveljniku konjenice v državljanski vojni Jamesu E B Stuartu. Britanci so tank imenovali kar General Stuart ali krajše Stuart. V ZDA je bil ta tank poznan kot M3 lahki tank ali M5 lahki tank. V ZDA je razvoj lahkih tankov potekal vse od dvajsetih, ko je nastalo nekaj lahkih tankov za pomoč pehoti. V tridesetih je sledil uspešen model M2. Zelo dobro oboroženi M2 je bil osnova za nadaljnji razvoj lahkih tankov v ZDA.

## Zgodovina
Združene države Amerike so pozorno spremljale dogajanje na evropskih tleh med drugo svetovno vojno. Spoznali so, da potrebujejo lahki tank s tanjšim oklepom, ki bi razbremenil menjalnik. Rezultat tega spoznanja je bil tank M3 Stuart. Na osnovi tanka M2 so jih začeli izdelovati leta 1941. Serija tankaov M3A1 pa je prišla v proizvodnjo šele po vstopu ZDA v vojno.
Združeno kraljestvo je bila prva država, ki je uporabljala tanke M3 v vojni. Novembra 1941 jih je 170 sodelovalo v operaciji Crusader. M3 se v severni Afriki ni izkazal. Kriva je bila tudi slaba taktika in velika premoč nemških tankov.

## Verzije

### Ameriške verzije
- M3 (Britanska oznaka "Stuart I"): Narejenih je bilo 5811 tankov.
  - Nekateri tanki M3 so imeli Guibersonov motor. Tole verzijo so Britanci imenovali "Stuart II".
  - Kasnejša proizvodnja tankov s kupolami za tank M3A1. Imenovan je bil "Stuart Hybrid".
- M3A1 ("Stuart III"): Narejenih je bilo 4621 tankov.
  - M3A1 z morom Guiberson so imenovali "Stuart IV".
- M3A3 (Stuart V):Narejenih je bilo 3427 tankov.
- M5 (Stuart VI): Narejenih je bilo 2075 tankov.
  - Serija z dvema Cadillac motorjema.
- M5A1 (Stuart VI): Narejenih je bilo 6810 tankov.
  - M5 s M3A3 kupolo. To je bila glavna različica ameriške vojske do leta 1943.
- 75mm Howitzer Motor Carriage M8: Narejenih je bilo 1778 tankov.
  - Verzija je imela šasijo od verzije M5. Od nje se je razlikovala po oborožitvi, saj je imela top 75mm M2/M3.
- 75mm Howitzer Motor Carriage M8A1
  - M8 HMC verzija, ki je bila narejena na osnovi M5A1 šasije.
- T18 75 mm Howitzer Motor Carriage
  - Verzija s topom 75 mm M1A1 na šasiji tanka M3. To verzijo so začeli razvijati septembra 1941, vendar so projekt opustili aprila 1942. Narejena sta bila le dva.
- T82 Howitzer Motor Carriage
  - Verzija s topom 105 mm, ki je bil nameščen na šasijo verzije M5A1. Razvoj te verzije so ustavili leta 1945.
- T56 3in Gun Motor Carriage
  - Verzija je bila narejena na šasiji M3A3. Motor so premaknili na sredino konstrukcije, top pa je bil nameščen na stran. Projekt se je začel septembra 1943 in so ga prekinili februarja 1943.
- T57 3in Gun Motor Carriage
  - Verzija tanka T56 z motorom Continental. Projekt je bil opuščen februarja 1943.
- T27 / T27E1 81 mm Mortar Motor Carriage
  - Verzija M5A1 s topom 81 mm in puškomitraljezom Browning M2HB.
- T29 4,2in Mortar Motor Carriage
  - Podobna verzija kot T27, vendar s topom 107 mm.
- T81 Chemical Mortar Motor Carriage
  - Verzija M5A1 s topom 107 mm.
- M3 s kupolo Maxson
  - Protizračna verzija.
- 40 mm Gun Motor Carriage T65

Protizračna verzija, ki je temeljila na podalšani verziji tanka M5A1. Oborožen je bil s topom 40 mm.
- 20 mm Multiple Gun Motor Carriage T85
  - Protizračna verzija, ki je temeljila na šasiji verzije M5A1.
- M3/M5 poveljniška verzija
- T8 izvidniško vozilo
- M3 s T2 lahkim minometom
- M3/M3A1 s plamenometalcem
  - Narejenih je bilo 20 tankov.

- M5A1 s E5R1-M3 plamenometalcem
- M3A1 s E5R2-M3 plamenometalcem
  - Flame thrower was installed in place of hull machine gun.
- M5 buldožer
- M5 s T39 raketometalcem
- M5A1 s E7-7 plamenometalcem
- M5A1 s E9-9 plamenmetalcem
- M5A1 s E8 plamenometalcem

### Britanske verzije
- Stuart Kangaroo
  - Oklepno transportno vozilo britanske vojske.
- Stuart Recce
  - Izvidniška verzija.
- Stuart Command
  - Verzija Kangaroo z dodatnimi radii.

### Brazilske verzije
V sedemdesetih je brazilsko podjetje Bernardini izdelalo serijo izboljšanih tankov za brazilsko vojsko.
- X1A
  - VErzija je temeljila na šasiji tanka M3A1. Vsebovala je nov motor (280 hp Saab-Scania), kontrola ognja in top DEFA 90 mm v novi kupoli.Narejenih je bilo 80 tankov.
- X1A1
  - X1A z izboljšanim menjalnikom. Ta verzija ni prišla v proizvodnjo.
- X1A2
  - TA verzija je temeljila na šasiji verzije X1A1. Ta verzija je bila močno izbolšana. Tank je tehtal 19 ton in je sprejel posadko treh ljudi. Narejenih je bilo 30 primerkov.

## Države uporabnice
- Avstralija
- Belgija
- Brazilija
- Kanada
- Čile
- Republika Kitajska
- Kolumbija
- Kuba
- Ekvador
- Salvador
- Francija
- Grčija
- Indija
- Indonezija
- Italija
- Mehika
- Nizozemska
- Paragvaj
- Nova Zelandija
- Filipini
- Portugalska
- Turčija
- Združeno kraljestvo
- ZDA
- Sovjetska zveza
- Urugvaj
- Venezuela
- Jugoslavija
- Dominikanska republika